# Einar Falkenberg
Einar Falkenberg (25. august 1855 i København – 26. februar 1918) var en dansk officer og kammerjunker, bror til Frederik Holger Falkenberg.
Han var søn af oberst Gustav Adolf Falkenberg og hustru, blev student fra Viborg Katedralskole 1872, sekondløjtnant i fodfolket 1876, premierløjtnant i Ingeniørkorpset 1878, var lærer for de græske prinser Konstantin og Georg under deres ophold i Danmark 1880, adjutant ved Ingeniørkorpset 1884-88, kaptajn og chef for brokompagniet 1890, chef for 2. Ingeniørdirektions 1. Bygningsdistrikt og chef for Ingeniørregimentets 6. Kompagni 1894, stabschef ved Ingeniørkorpset 1900, oberstløjtnant 1903, næstkommanderende ved Ingeniørregimentet 1903, chef for 3. Ingeniørdirektion 1906 og chef for Rekrutetablissementernes Bygningsdirektion 1910. Han sluttede sin karriere som oberst.
Han var Ridder af Dannebrog, Dannebrogsmand og bar en række udenlandske ordener.
Han ægtede Petra Lisine Vilhelmine Frimodt (23. juni 1866 i København – ?), datter at grosserer H.A.F. Frimodt (død 1906) og Hustru f. Lund.